# Borba (Portugal)
Borba is een plaats en gemeente in het Portugese district Évora.
De gemeente heeft een totale oppervlakte van 145 km² en telde 7782 inwoners in 2001.
Borba was vanaf de 8ste eeuw in bezit van de moslims van Al-Andalus. In 1217 veroverde koning Alfons II van Portugal de stad en het kasteel (thans een ruïne).